# Freddie (cantante)
Freddie, pseudonimo di Gábor Alfréd Fehérvári (Győr, 8 aprile 1990), è un cantante ungherese. Freddie si è piazzato quarto nella prima stagione del talent show ungherese Rising Star e ha vinto il programma A Dal 2016, che gli ha garantito la possibilità di rappresentare l'Ungheria all'Eurovision Song Contest 2016 con la canzone Pioneer, la quale con 108 punti si è classificata in diciannovesima posizione nella finale.

## Biografia
Freddie è nato Gábor Alfréd Fehérvári l'8 aprile 1990 a Győr. Prima di intraprendere la sua carriera musicale, ha studiato economia all'università e ha lavorato come assistant a Győr. Nel 2010 ha iniziato a cantare e a suonare la chitarra in varie band locali. La sua prima apparizione nella televisione nazionale ungherese è avvenuta nel 2014, quando ha partecipato al talent show Rising Star. Ha raggiunto la finale, piazzandosi quarto. Dopo Rising Star ha collaborato con András Kállay-Saunders, con il quale ha prodotto il suo singolo di debutto, Mary Joe. Ha assunto il suo nome d'arte Freddie a partire dall'autunno del 2015. A dicembre è stato annunciato che Freddie avrebbe partecipato ad A Dal 2016, il programma di selezione nazionale ungherese per scegliere la canzone da presentare all'Eurovision Song Contest 2016. La canzone di Freddie, Pioneer, è stata annunciata vincitrice il 27 febbraio 2016.